# Sveriges Färgfabrikanters Förening
Sveriges Färgfabrikanters Förening - Sveff är en branschorganisation för företag inom färg- och limindustrin med cirka 60 medlemmar.  Sveff ingår i KTF, Kemisk Tekniska Företagen.